# Kardinalfjäril
Kardinalfjäril, Argynnis pandora, även enbart kallad kardinal, är en fjärilsart som tillhör familjen praktfjärilar, Nymphalidae.

## Kännetecken
Denna fjäril har en vingbredd på 64 till 80 millimeter. Vingarnas ytterkanter är orangeaktiga, liksom framvingarnas ovansida, men färgen får en mer grönaktig ton närmare vingbasen. Bakvingarna är mer grönaktiga än framvingarna. Honornas vingar kan ibland vara mer brunaktiga än orange. På ovansidan av vingarna finns också ett mönster av svarta fläckar. Vingarnas undersidor är grönaktiga och på undersidan av framvingarna finns en rosaaktig basfläck med svarta fläckar. Honorna har på undersidan av bakvingarna två tydliga ljusa tvärband, av vilka det yttersta bandet sträcker sig tvärs över nästan hela vingen, medan det inre bandet bara sträcker sig tvärs över halva vingen. Hos hanarna är dessa tvärband betydligt vagare markerade.

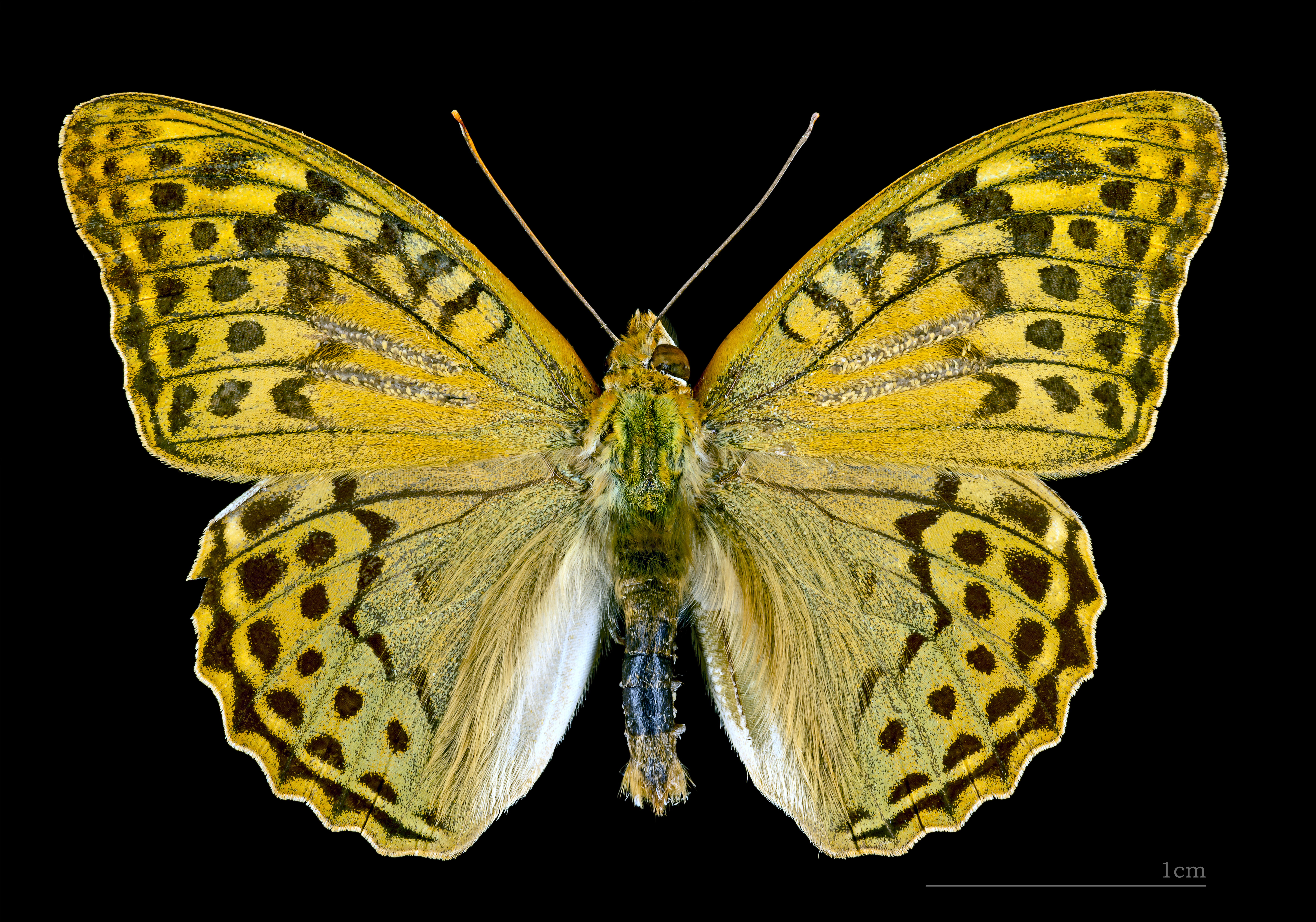
♂
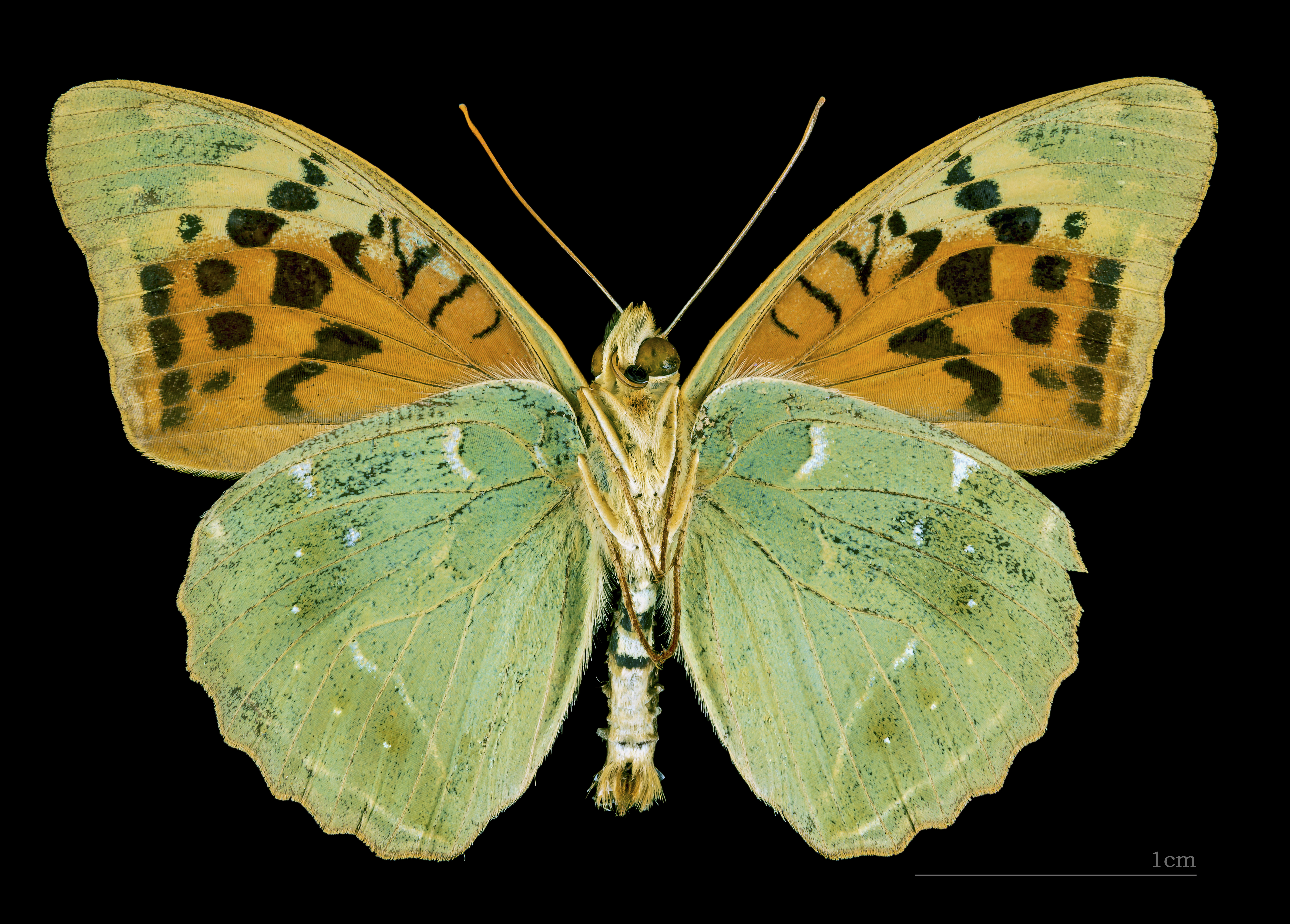
♂ △
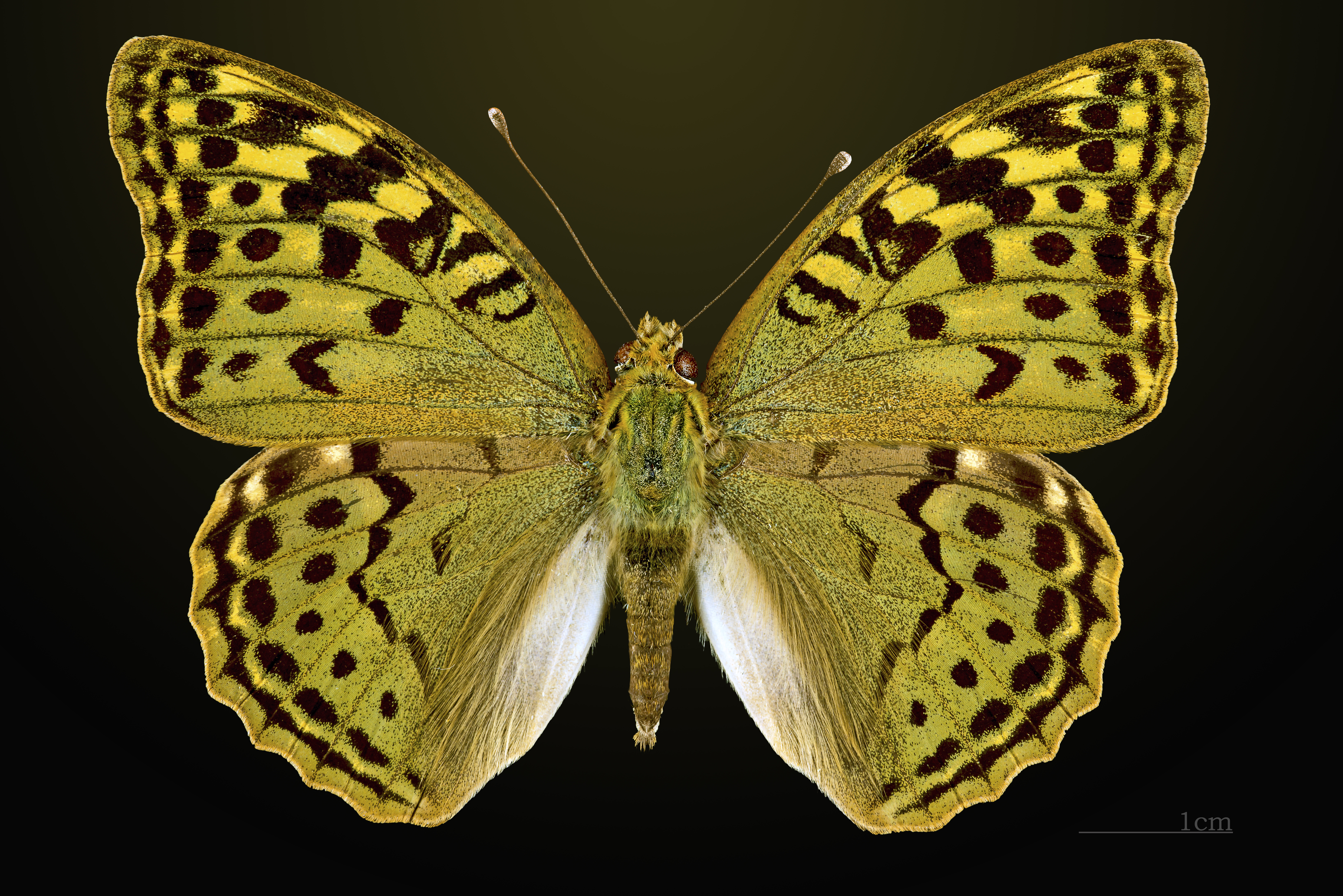
♀
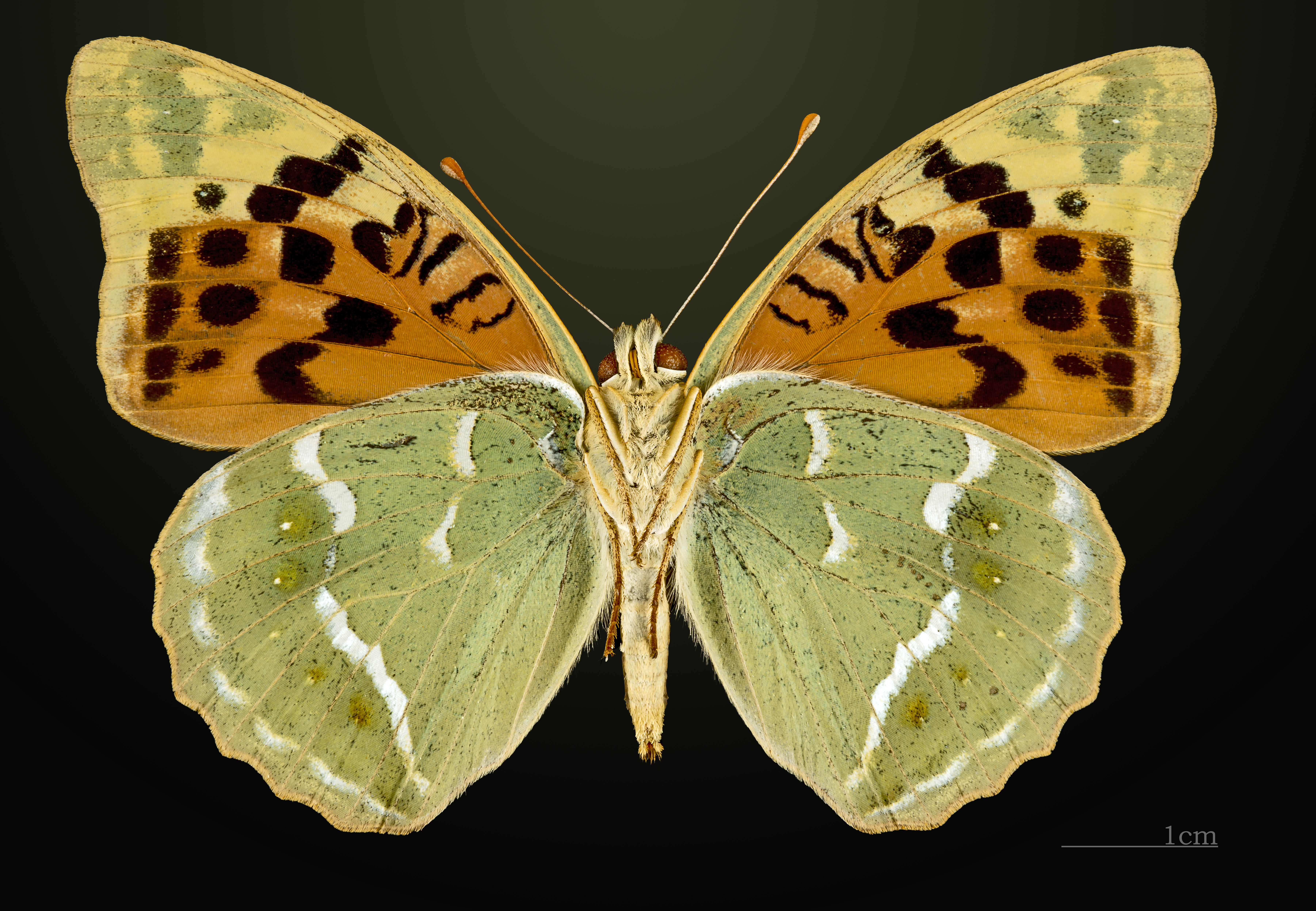
♀ △

## Utbredning
Utbredningsområdet för denna art omfattar södra Europa och området närmast Medelhavet i norra Afrika, Kanarieöarna och Balearerna, samt Mindre Asien och vidare österut till nordvästra Indien.

## Levnadssätt
Som larv lever kardinalen på olika arter i violsläktet. I Europa har arten vanligen endast en generation per år, men i norra Afrika kan den ha två generationer per år och på Kanarieöarna kan fler än två generationer hinna utvecklas per år. Övervintringen sker som ung larv.